# Tragedia greca

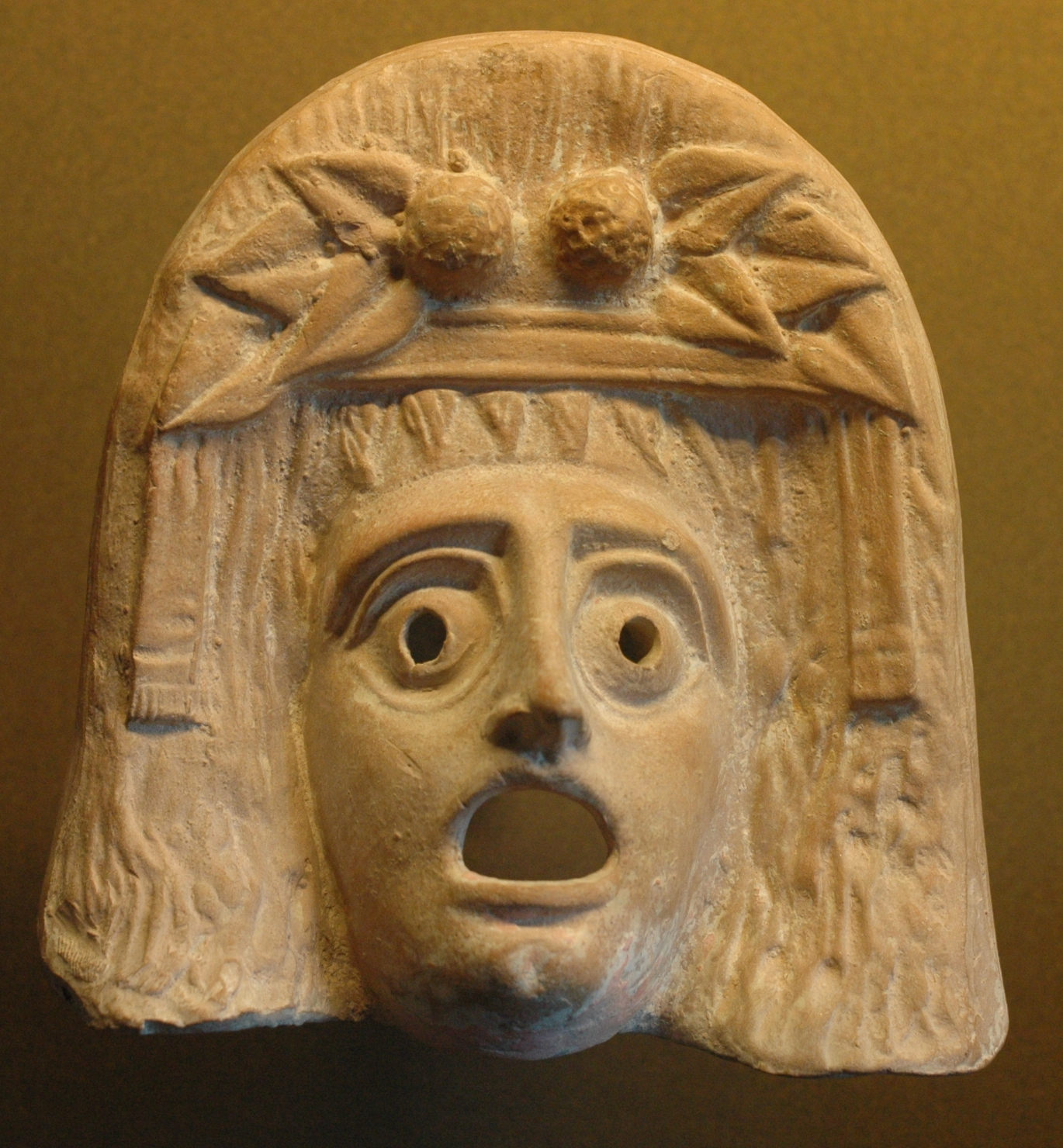
Maschera della tragedia greca rappresentante Dioniso, II secolo a.C.

La tragedia greca è un genere teatrale nato nell'antica Grecia, la cui messa in scena era, per gli abitanti della Atene classica, una cerimonia di tipo religioso con forti valenze sociali. Sorta dai riti sacri della Grecia e dell'Asia minore, raggiunse la sua forma matura (peraltro l'unica oggi nota) ad Atene nel V secolo a.C. La tragedia è in effetti l'estensione secondo criteri teatrali di antichi riti in onore di Dioniso, dio dell'estasi, del vino, dell'ebbrezza e della liberazione dei sensi.
La tragedia greca è strettamente connessa con l'epica, ossia il mito, ma sviluppa mezzi del tutto nuovi, poiché il racconto si fonde con l'azione, permettendo al pubblico di vedere con i propri occhi i personaggi che compaiono sulla scena, provvisti ciascuno di una propria dimensione psicologica: è la nascita del teatro.
I più importanti e riconosciuti autori di tragedie furono Eschilo, Sofocle ed Euripide, che affrontarono i temi più sentiti della Grecia del V secolo a.C.

## Etimologia

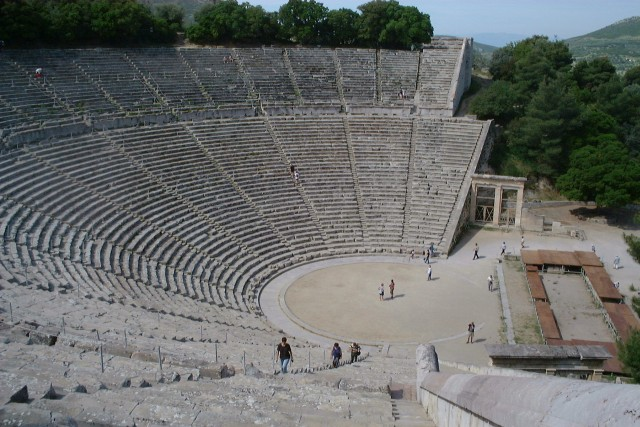
Il teatro di Epidauro

Il termine greco trago(i)día τραγῳδία deriverebbe dall'unione delle radici di "capro" (τράγος / trágos) e "cantare" (ᾄδω / á(i)dô) e significherebbe dunque "canto dei capri", in riferimento al coro dei satiri, o "canto per il capro", riferendosi al premio per l'agone. Nella prima accezione del termine, dunque, i capri sarebbero i coreuti mascherati con pelli di capra, i personaggi satireschi che componevano il coro delle prime azioni sacre dionisiache. Nella seconda accezione l'animale (sia esso capretto o agnello) sarebbe da intendersi come primizia da offrire, come bene del quale l'uomo si priva in un momento sacro (sia che esso venga offerto al dio stesso come vittima sacrificale, e si ricordi che il capretto è animale sacro a Dioniso, sia che esso sia premio consegnato al vincitore dell'agone tragico che si svolgeva durante le feste in onore di Dioniso).
Una ipotesi più recente, proposta da John J. Winkler, fa derivare "tragedia" dal vocabolo raro traghìzein (τραγὶζειν), che significa "cambiare voce, assumere una voce belante come i capretti", in riferimento agli attori.  Altre ipotesi sono state tentate, in passato, tra cui un'etimologia che definirebbe la tragedia come un'ode alla birra.
Quello che è possibile affermare con certezza è che la radice trag- (τραγ-), anche prima di riferirsi al dramma tragico, fu utilizzata per significare l'essere "simile ad un capro", ma anche la selvatichezza, la libidine, il piacere del cibo, in una serie di parole derivate che gravitano intorno alla «zona» linguistica del rito dionisiaco.

## Origine della tragedia
(Gennaro Perrotta, Storia della letteratura greca)

### Ipotesi aristotelica
L'origine della tragedia greca è uno dei tradizionali problemi irrisolti della filologia classica. La fonte primaria di questo dibattito è la Poetica di Aristotele. L'autore poté raccogliere una documentazione di prima mano, a noi oggi inaccessibile, sulle fasi più antiche del teatro in Attica, la sua opera è dunque contributo inestimabile per lo studio della tragedia antica, anche se la sua testimonianza non è esente da dubbi.
Secondo Aristotele, la tragedia sarebbe un'evoluzione del ditirambo satiresco, un particolare tipo di ditirambo eseguito da satiri e introdotto da Arione di Metimna; il genere sarebbe sorto nel Peloponneso.

### Ipotesi alessandrine

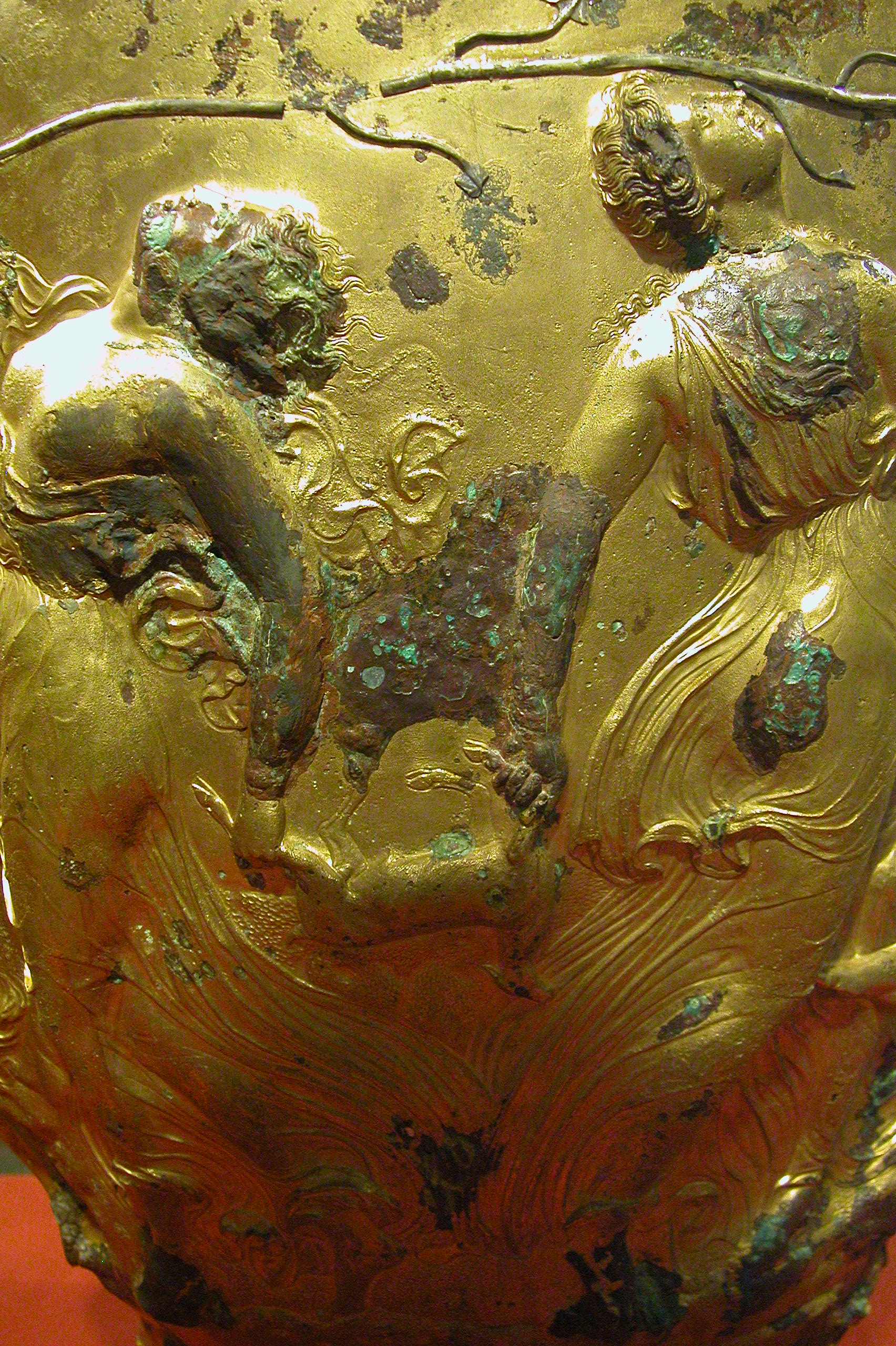
Menadi danzanti, che portano un agnello o capretto sacrificale

I grammatici alessandrini intesero il termine τραγῳδία come «canto per il sacrificio del capro» o «canto per il capro», ritenendo l'animale premio di una gara, come attestato anche dall'Ars poetica di Orazio:
(Quinto Orazio Flacco, Ars poetica, v. 220)
Il genere sarebbe nato in Attica e avrebbe affondato le proprie radici in alcuni particolari riti del culto locale di Dioniso.

### Ipotesi moderne
Una teoria sviluppata dal filologo William Ridgeway (1858–1926) in The origin of tragedy with special reference to the Greek tragedians (1910) collega l'origine della tragedia alle danze in onore degli eroi.
I "Ritualisti di Cambridge", un gruppo di studiosi inglesi attivo all'inizio del XX secolo all'Università di Cambridge, si interessarono alla derivazione della tragedia dal rito dell'uccisione del eniautos daimon o "dio annuale". Anche alcuni studiosi di età più recente, tra cui Walter Burkert, Walter Friedrich Otto, Karl Kerényi e Mario Untersteiner, hanno sottolineato il rapporto che lega il culto di Dioniso, il sacrificio e la nascita della tragedia greca.

## Evoluzione della tragedia

### Dal ditirambo al dramma

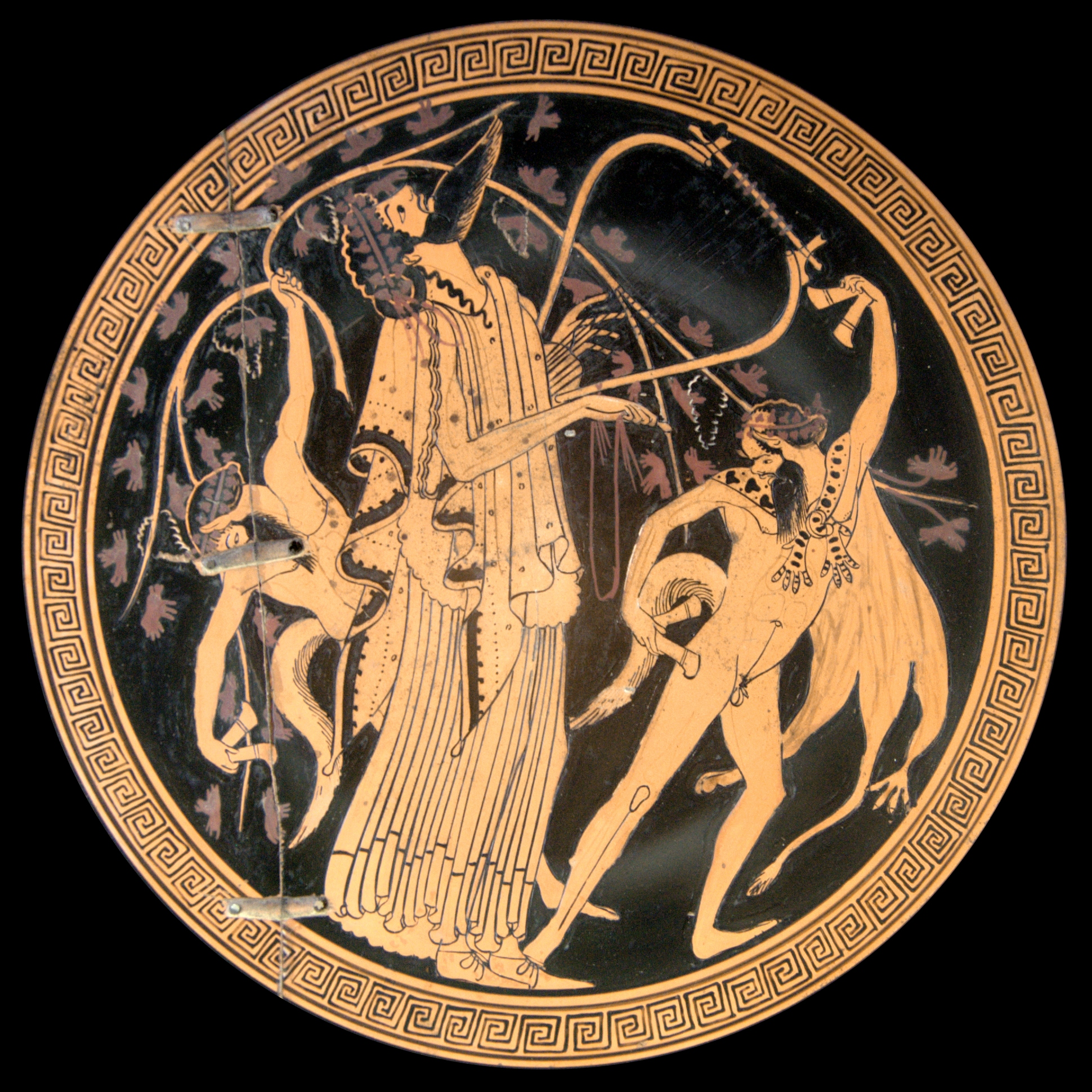
Dioniso attorniato da satiri

Scrive Aristotele nella Poetica che la tragedia nasce all'inizio dall'improvvisazione, precisamente "da coloro che intonano il ditirambo" (ἀπὸ τῶν ἐξαρχόντων τὸν διθύραμβον, apò tōn exarchòntōn tòn dithýrambon), un canto corale in onore di Dioniso. All'inizio queste manifestazioni erano brevi e di tono burlesco perché contenevano degli elementi satireschi; poi il linguaggio si fece man mano più grave e cambiò anche il metro, che da tetrametro trocaico, il verso più prosaico, divenne trimetro giambico. Questa informazione è completata da un passo delle Storie (I, 23) di Erodoto e da fonti successive, in cui il lirico Arione di Metimna è definito inventore del ditirambo. Il ditirambo, in origine improvvisato, assume poi una forma scritta e prestabilita. Il coro s'indirizzava alla thymele (θυμέλη), l'ara sacrificale, e cantava in cerchio, disponendosi intorno ad essa.
Gli studiosi hanno formulato una serie di ipotesi riguardo al modo in cui si sia compiuta l'evoluzione dal ditirambo alla tragedia. In generale, si ritiene che ad un certo momento dal coro che intonava questo canto in onore di Dioniso il corifeo, ossia il capocoro, si sarebbe staccato e avrebbe cominciato a dialogare con esso, diventando così un vero e proprio personaggio. In seguito sarebbe stato aggiunto un ulteriore personaggio, che non cantava ma parlava, chiamato hypocritès (ὑποκριτής, ossia "colui che risponde", parola che in seguito prenderà il significato di attore). Probabilmente, il dialogo che in questo modo nacque tra attore, corifeo e coro diede vita alla tragedia. Da canto epico-lirico, il ditirambo diventa teatro.
Mentre nasceva e si strutturava la tragedia vera e propria, lo spirito più popolare dei riti e delle danze dionisiache sopravvisse nel dramma satiresco.

### Le prime tragedie
La tradizione, supportata da un esiguo numero di reperti storici quali il Marmor Parium, attribuisce la prima rappresentazione tragica, avvenuta nel 534 a.C. nell'ambito delle feste chiamate Dionisie (istituite da Pisistrato), a Tespi. Si presuppone che questi fosse attico, appartenente al demo di Icaria, ma delle sue tragedie sappiamo ben poco, se non che il coro era ancora formato da satiri e che fu certamente il primo a vincere il concorso drammatico che proprio quell'anno (a quanto pare) si celebrava per la prima volta; Aristotele sostiene che introdusse l'attore (ὑποκρίτης) che rispondeva al coro. Inoltre Temistio, scrittore del IV secolo a.C., riferisce che sempre secondo Aristotele, Tespi avrebbe inventato il prologo e la parte parlata (ῥῆσις). Altri drammaturghi dell'epoca furono Cherilo, autore di probabilmente centosessanta tragedie (con tredici vittorie), e Pràtina di Fliunte autore di cinquanta opere di cui 32 drammi satireschi; di tali opere però ci sono pervenuti solo i titoli. Da quel momento i drammi satireschi affiancarono la rappresentazione delle tragedie.
Di Frinico cominciamo ad avere maggiori informazioni. Aristofane ne tesse le lodi nelle sue commedie, presentandolo nelle Vespe come un democratico radicale vicino a Temistocle. Oltre a introdurre nei dialoghi il trimetro giambico e ad utilizzare per la prima volta personaggi femminili, Frinico inventò il genere della tragedia ad argomento storico (La presa di Mileto). Introdusse inoltre una seconda parte alle sue opere: ci si avviava, quindi alla trilogia, che sarà definitivamente adottata da Eschilo e dai suoi contemporanei. La sua prima vittoria in un agone è documentata tra il 511 e il 508 a.C., ed è certo che ne riportò almeno un'altra nel 476 a.C., quando presentò le Fenicie avendo come corego Temistocle.

### Eschilo: la codificazione
Sarebbe stato Eschilo a fissare le regole fondamentali del dramma tragico. Da Aristotele gli viene attribuita l'introduzione del secondo attore, che rese possibile la drammatizzazione di un conflitto, e della trilogia legata, che attraverso tre tragedie raccontava un'unica lunga vicenda.
Le opere di Eschilo a noi pervenute sono tutte dell'ultimo periodo della sua produzione, eppure confrontando le tragedie risalenti agli esordi con quelle degli ultimi anni, notiamo un'evoluzione e un arricchimento degli elementi propri del dramma tragico: dialoghi, contrasti, effetti teatrali. Questo è dovuto anche alla concorrenza che l'anziano Eschilo aveva nelle gare drammatiche, soprattutto dal giovane Sofocle, che introdusse un terzo attore, rese più complesse le trame e sviluppò personaggi più umani, nei quali il pubblico potesse identificarsi.
Eschilo si mostrò almeno in parte recettivo nei confronti delle innovazioni sofoclee, introducendo a sua volta il terzo attore, ma rimase sempre fedele ad un estremo rigore morale e ad una religiosità molto intensa, che ha il suo perno in Zeus (che in Eschilo è sempre portatore del modo corretto di ragionare e agire). (Fa eccezione il Prometeo incatenato, in cui Zeus assume atteggiamenti tirannici.) Musicalmente Eschilo resta legato ai nomoi, strutture ritmico-melodiche sviluppatesi in età arcaica.

### Le riforme di Sofocle
Plutarco, nella Vita di Cimone (8,8-9), racconta il primo trionfo del giovane talentuoso Sofocle contro il celebre e fino a quel momento incontrastato Eschilo. Le innovazioni che Sofocle introdusse, e che gli guadagnarono almeno venti trionfi, riguardarono molti aspetti della rappresentazione tragica, dai dettagli più insignificanti (come i calzari bianchi e i bastoni ricurvi) fino a riforme più dense di conseguenze. Introdusse un terzo attore, che permetteva alla tragedia di moltiplicare il numero dei personaggi possibili, aumentò a quindici il numero dei coreuti, ruppe l'obbligo della trilogia, rendendo possibile la rappresentazione di drammi autonomi, introdusse l'uso di scenografie.
Rispetto a Eschilo, i cori tragici sofoclei si defilano dall'azione, partecipano sempre meno attivamente e diventano piuttosto spettatori e commentatori dei fatti. Sofocle tentò di togliere l'enfasi (ónkos / ὄγκος) ai suoi personaggi, per restituir loro completamente la drammaticità, in un mondo descritto come ingiusto e privo di luce. Nell'Edipo a Colono, il coro ripete «la sorte migliore è non nascere». Gli eventi che schiacciano le esistenze degli eroi non sono in alcun modo spiegabili o giustificabili, e in questo possiamo vedere l'inizio di una sofferta riflessione sulla condizione umana, ancora attuale nel mondo contemporaneo.

### Il realismo euripideo

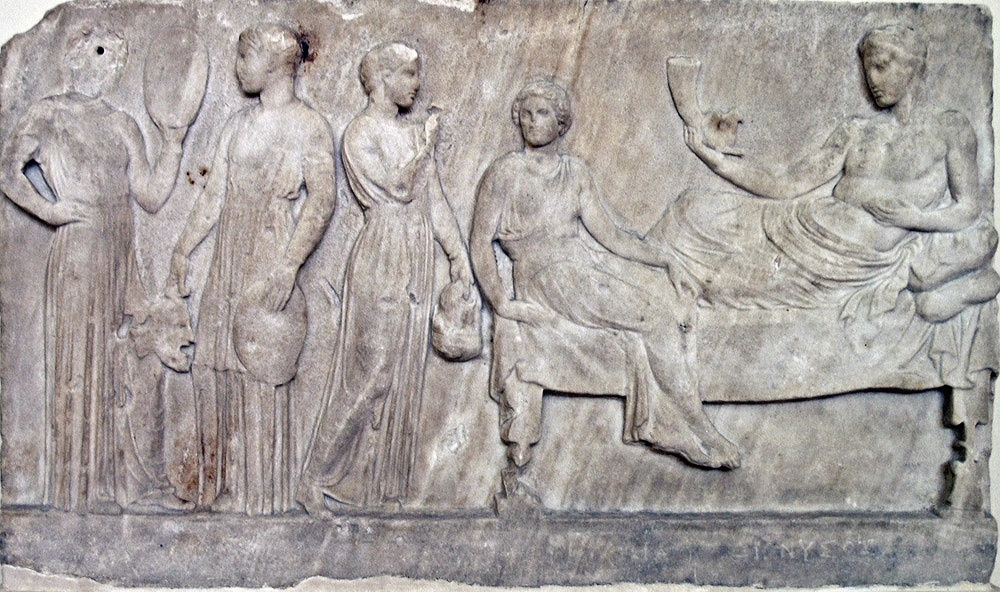
Rilievo votivo che celebra probabilmente il trionfo delle Baccanti

Le peculiarità che distinguono le tragedie euripidee da quelle degli altri due drammaturghi sono da un lato la ricerca di sperimentazione tecnica attuata da Euripide in quasi tutte le sue opere e la maggiore attenzione che egli pone nella descrizione dei sentimenti, di cui analizza l'evoluzione che segue il mutare degli eventi narrati.
La sperimentazione attuata da Euripide nelle sue tragedie è osservabile essenzialmente in tre aspetti che caratterizzano il suo teatro: il prologo, che diventa sempre più un monologo espositivo che informa sull'antefatto, l'introduzione del deus ex machina e la progressiva svalutazione del coro dal punto di vista drammatico a favore della monodia cantata dai personaggi.
La novità assoluta del teatro euripideo è comunque rappresentata dal realismo con il quale il drammaturgo tratteggia le dinamiche psicologiche dei suoi personaggi. L'eroe descritto nelle sue tragedie non è più il risoluto protagonista dei drammi di Eschilo e Sofocle, ma sovente una persona problematica e insicura, non priva di conflitti interiori.
Le protagoniste femminili dei drammi, come Andromaca, Fedra e Medea, sono le nuove figure tragiche di Euripide, il quale ne tratteggia sapientemente la tormentata sensibilità e le pulsioni irrazionali che si scontrano con il mondo della ragione.
Un'altra caratteristica tipica di Euripide rispetto ai suoi predecessori è una maggiore libertà nell'ideare le trame delle tragedie, che presentano una maggiore autonomia rispetto alle vicende raccontate dal mito, più di quanto non avvenisse coi tragediografi precedenti.

### La tragedia in età ellenistica
Nel IV secolo a.C. e durante il periodo ellenistico, la tragedia continuò a godere di vitalità, sia attraverso nuove creazioni, sia attraverso la riproposizione delle opere dei grandi tragici, delle cui opere, su iniziativa di Licurgo di Atene, venne approntato un testo ufficiale cui era obbligatorio attenersi durante le rappresentazioni.
Non conosciamo tuttavia alcuna opera di questo periodo, ad eccezione del Reso, falsamente attribuito ad Euripide e che invece la gran parte degli studiosi ritiene risalente a questo periodo.
Nel III secolo a.C. raggiunsero poi una certa notorietà i sette tragici della Pleiade alessandrina: Licofrone, Filico di Corcira, Omero di Bisanzio, Sositeo, Sosifane, Eantide ed Alessandro Etolo. Non si può dire con precisione quale fossero le caratteristiche delle opere di questi autori: l'unico componimento che si è conservato, l'Alessandra di Licofrone, non è propriamente una tragedia ma un poema in forma di monologo profetico.

## Caratteristiche

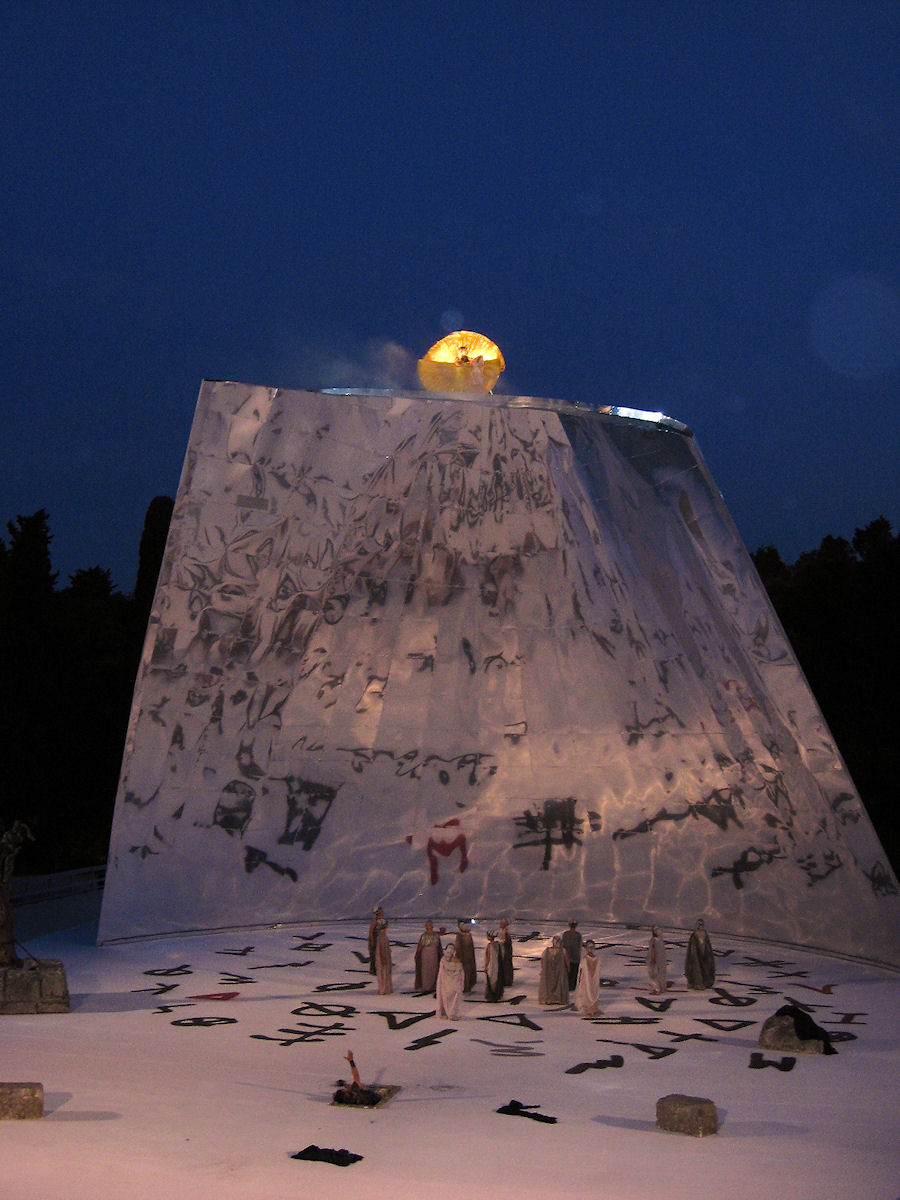
La Medea messa in scena al Teatro greco di Siracusa (2009).

### Argomenti e motivi
Gli argomenti principali trattati nelle tragedie sono quelli della mitologia greca, dal cui enorme corpus venivano attinte le storie narrate sulla scena. Si tratta spesso di eventi luttuosi, in cui il protagonista si trova davanti ad un fatto terribile (ad esempio Edipo nell'Edipo re, quando scopre il suo passato) o si trova a dover scegliere tra alternative entrambe dolorose e sconvolgenti (ad esempio la trilogia Orestea di Eschilo, in cui Oreste si trova a dover scegliere tra uccidere la madre o macchiarsi di un affronto verso il dio Apollo). Tuttavia non mancavano tragedie dal tono più leggero, o caratterizzate dal lieto fine (ad esempio l'Elena e lo Ione di Euripide, o la stessa Orestea di Eschilo). I miti più ricorrenti erano soprattutto la guerra di Troia (Le troiane e l'Elena di Euripide e il Reso pseudoeuripideo), le imprese di Eracle, il ciclo tebano e in particolare la dinastia di Edipo (I sette contro Tebe di Eschilo, Antigone, Edipo re ed Edipo a Colono di Sofocle, Le fenicie e Le Baccanti di Euripide) e la famiglia degli atridi (l'Orestea di Eschilo, Elettra di Sofocle, nonché Elettra, Oreste, Ifigenia in Tauride e Ifigenia in Aulide di Euripide).
Questa ricorrenza di temi mitici, che a prima vista farebbe pensare a una certa ripetitività e mancanza d'inventiva, veniva risolta dagli autori tragici con il ricorso alle numerose varianti del mito stesso, oppure semplicemente distaccandosene per dare alla vicenda sviluppi inattesi. Ad esempio le uccisioni di Clitennestra e di Egisto non seguono lo stesso ordine nei tre tragici, e mentre in Eschilo Elettra non prende parte all'assassinio, in Sofocle è alleata del fratello Oreste, mentre in Euripide è l'artefice della morte della madre. Lo stesso vale per il personaggio di Elena, che in due opere dello stesso Euripide viene descritta prima come una donna di facili costumi (Le troiane), poi come una donna fedele che soffre per la lontananza del marito (Elena).
Nonostante la pluralità dei soggetti rappresentati si possono enucleare alcuni motivi che ricorrono più volte nelle tragedie.
Uno di questi è certamente la vendetta, sentimento cardine non solo della Medea di Euripide, in cui Medea per vendicarsi del marito uccide i propri figli, ma anche della citata Orestea di Eschilo, in cui si affaccia anche un altro tema ricorrente nelle tragedie, ovvero il nesso indissolubile tra la colpa commessa e l'espiazione, tema presente anche nell'Antigone sofoclea o nell'Ippolito euripideo. Da notare peraltro che non sempre la presenza di una punizione prevede una precedente "colpa" in senso moderno, vedi ad esempio l'Edipo re, in cui il protagonista subisce la sorte tragica nonostante avesse fatto tutto il possibile per evitarla (e in ciò consiste, in effetti, l'aspetto più propriamente tragico della vicenda).
Altri motivi ricorrenti sono quelli della supplica (presente nelle Supplici di Eschilo e nell'opera omonima di Euripide, così come anche nelle Eumenidi e negli Eraclidi) e della follia (Le Troiane, Eracle e Le Baccanti di Euripide, Aiace di Sofocle).
In effetti, secondo Aristotele, il tipo di trama più adatta alla tragedia è quello di un protagonista, privo di qualità eccezionali, la cui condizione di felicità cessa non a causa della propria malvagità, ma per un errore. Questo mutamento può avvenire a causa di una peripezia o di un riconoscimento, oppure di entrambi, cosa che avviene ad esempio nell'Edipo re di Sofocle, che in questo modo rappresenta uno degli esempi paradigmatici dei meccanismi di funzionamento della tragedia greca. Il tema del riconoscimento è del resto presente in numerose altre opere, come Le Coefore di Eschilo, l'Elena e lo Ione di Euripide.
In tutto il corpus delle tragedie greche a noi note, solo una non tratta un argomento mitico, ma storico: I Persiani di Eschilo. Venne rappresentata nel 472 a.C. ad Atene, otto anni dopo la battaglia di Salamina, quando la guerra con la Persia era ancora in corso: la voce di Eschilo fu così un forte strumento di propaganda, e non a caso il corego dei Persiani fu Pericle.

### Struttura
La tragedia greca è strutturata secondo uno schema rigido, di cui si possono definire le forme con precisione.
La tragedia inizia generalmente con un prologo (da prò e logos, discorso preliminare), in cui uno o più personaggi introducono il dramma e spiegano l'antefatto (eccezioni sono I Persiani e I sette contro Tebe di Eschilo); segue la parodos (ἡ πάροδος), che consiste in un canto del coro effettuato mentre esso entra in scena attraverso i corridoi laterali, le pàrodoi; l'azione scenica vera e propria si dispiega quindi attraverso tre o più episodi (epeisòdia), intervallati dagli stasimi, degli intermezzi in cui il coro commenta o illustra la situazione che si sta sviluppando sulla scena (o, più raramente, compie delle azioni). La lunghezza degli episodi poteva presentare differenze significative: nell'Aiace di Sofocle il primo episodio, sotto forma di komos, è costituito da 395 versi (v. 201-595), il secondo solamente da 47 (v. 646-692), il terzo da 147 (v. 719-865) mentre il quarto ne ha 211 (v. 974-1184). La tragedia si conclude con l'esodo (ἔξοδος), in cui si mostra lo scioglimento della vicenda.

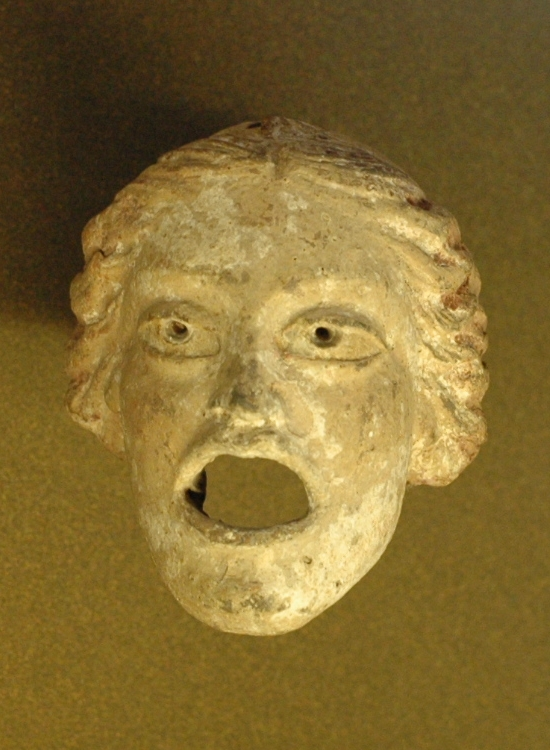
Maschera di cortigiana al Museo del Louvre

### Attori e maschere
Tutti i ruoli, senza eccezione, erano interpretati da uomini adulti. Nelle tragedie a noi note, gli attori sono sempre due o tre (con l'occasionale utilizzo, ma solo ipotetico, di un quarto attore), ognuno dei quali interpreta uno o più ruoli. Poteva anche capitare che un personaggio venisse interpretato da più attori a turno, come, a quanto pare, nel caso dell'Edipo a Colono, in cui i tre attori si alternavano nell'interpretare Edipo. L'attore principale ("protagonista", ossia proto-agonista, "primo competitore") aveva in genere la maggiore visibilità, ma anche gli altri due attori ("deuteragonista" e "tritagonista") avevano spesso ruoli di una certa importanza.
Gli attori portavano una maschera, generalmente in tessuto o intagliata nel legno, che copriva il viso e gran parte della testa, compresi i capelli, mentre erano libere le aperture per gli occhi e la bocca. Le maschere variavano per l'interpretazione di ruoli diversi ricoperti dallo stesso attore e per la percezione delle emozioni espresse sul volto. La dotazione era completata da un costume ornato e dagli attributi del personaggio (lo scettro del re, la spada del guerriero, la corona dell'araldo, l'arco di Apollo, ecc).
La caratteristica principale dell'attore era senza dubbio la sua voce, che richiedeva possanza, chiarezza, buona dizione, ma anche la capacità di riflettere le modifiche vocali per esprimere caratteri o emozioni varie.
Nell'antica Grecia gli attori erano retribuiti dallo Stato e potevano ottenere privilegi e riconoscimenti, tra i quali quello di ambasciatore.

### Coro
Una delle caratteristiche principali della tragedia è la distinzione, nata dal ditirambo, tra i personaggi interpretati da attori e il coro. Quest'ultimo è formato da alcuni coreuti (originariamente dodici, in seguito portati a quindici da Sofocle) che eseguivano passi di danza cantando o recitando. Essi erano guidati dal corifeo, che oltre alle parti corali spesso si esibiva autonomamente, ribadendo quanto detto dal coro stesso o parlando in sua vece.
Il coro, in effetti, rappresenta un personaggio collettivo, che partecipa alla vicenda tanto quanto gli attori stessi. Secondo Aristotele, il coro "deve essere considerato uno degli attori, deve essere parte del tutto e deve contribuire all'azione, non come in Euripide, ma come in Sofocle". Alcuni esempi, a puro titolo esemplificativo: nelle Eumenidi di Eschilo il coro è formato dalle terribili Erinni (che perseguitano Oreste per l'omicidio della madre), nelle Supplici dello stesso autore si tratta di giovani ragazze greche che rifiutano il matrimonio (in quest'opera il coro è in effetti l'unico vero protagonista della storia), nell'Edipo re di Sofocle il coro è invece composto da anziani cittadini di Tebe, mentre nelle Baccanti di Euripide sono invece in scena le seguaci di Dioniso. Il coro indossava abiti quotidiani e maschere non troppo vistose quando rappresentava comuni cittadini, oppure costumi ben più elaborati se ad essere rappresentati erano personaggi mitologici (ad esempio i satiri) o uomini stranieri.
Nel periodo ellenistico gli attori recitavano su un palco rialzato, mentre il coro stava nella sottostante orchestra, tuttavia al tempo dei grandi tragici (V secolo a.C.) non è noto se tale palco fosse effettivamente presente, o se attori e coro recitassero insieme nell'orchestra; gli studiosi sono divisi a tal proposito.

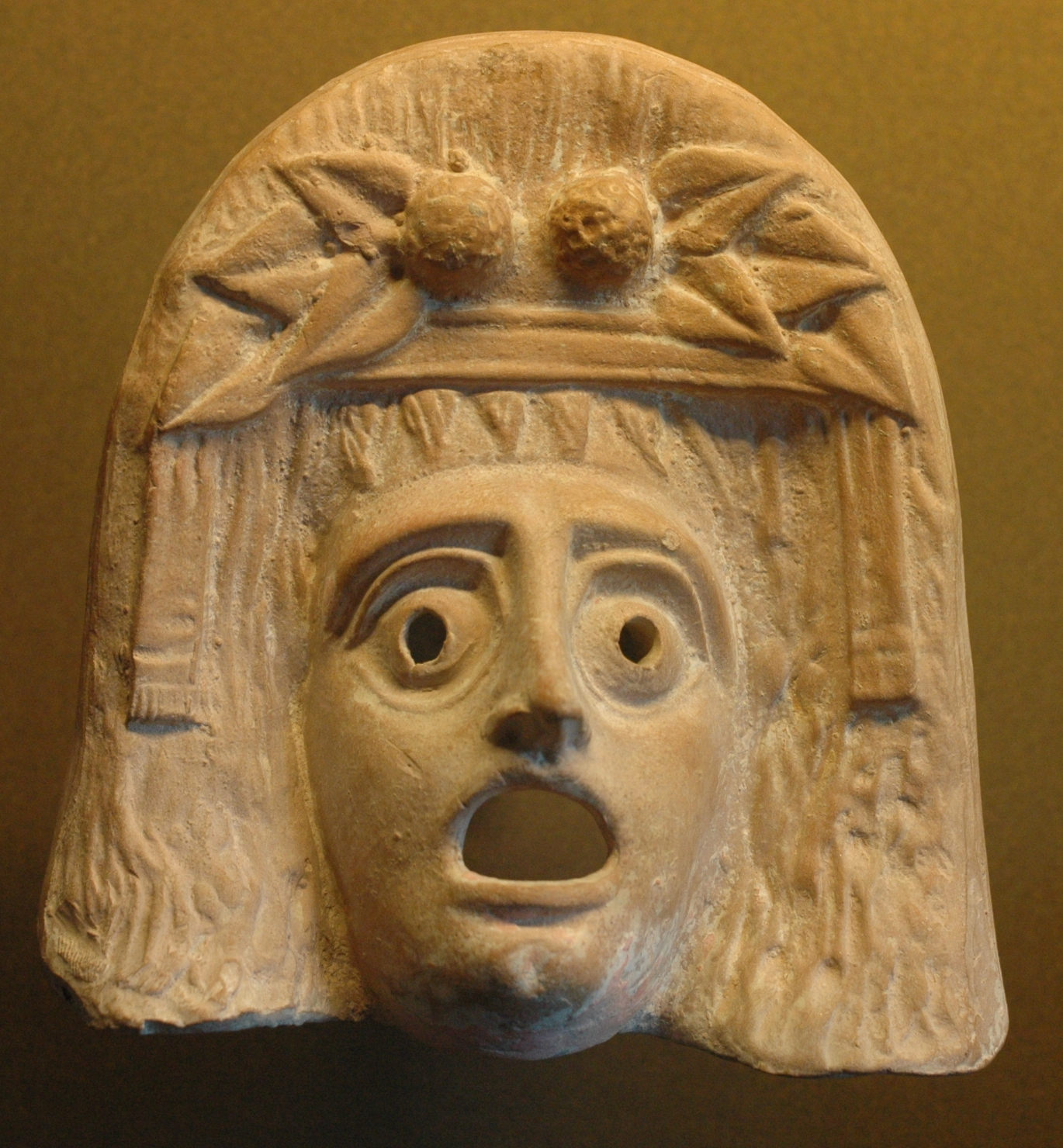
Maschera di Dioniso conservata al Louvre

Anche il contenuto delle parti scritte per coro e attori presenta una differenza sostanziale: mentre le parti scritte per gli attori sono scritte in trimetri giambici e sono prive di accompagnamento musicale, quelle del coro sono cantate in metri lirici e accompagnate dalla musica dell'aulos.
Secondo la prassi teatrale greca, il coro entrava dalle parodoi, i corridoi posti tra la cavea e il palco, per restare nell'orchestra per tutta la durata della rappresentazione. Durante le parti riservate agli attori è probabile che il coro restasse ai margini dell'orchestra, mentre durante la parodos (il canto di ingresso) e i cosiddetti stasimi esso eseguiva canti e danze.
L'evoluzione del genere tragico passa attraverso il cambiamento del ruolo del coro. Nello sviluppo delle parti d'azione, il rapporto tra l'eroe e il coro si va indebolendo: i Tebani terrorizzati dei Sette contro Tebe di Eschilo scompaiono in Euripide, sostituiti da giovani ragazze nelle Fenicie. Anche la presenza del coro andrà progressivamente riducendosi: ai più di quattrocento versi nelle Coefore di Eschilo (più di un terzo di un insieme di 1076 versi) si passa ai circa 200 su un totale di 1510 nell'Elettra di Sofocle, e una percentuale simile nell'Elettra di Euripide (poco più di 200 su 1360).
Anche dopo il periodo dei grandi tragici, il ruolo del coro continuerà a diminuire, fino a ridursi, col tragediografo Agatone (poco dopo i tempi di Euripide), a brevi intermezzi intercambiabili tra una tragedia e un'altra.

### Lingua
I dialetti greci antichi utilizzati sono l'attico (parlato ad Atene) per le parti parlate o recitate, e il dorico (dialetto letterario) per le parti cantate. Sul piano metrico, le parti parlate utilizzano soprattutto i ritmi giambici (trimetro giambico), giudicati i più naturali da Aristotele, mentre le parti corali ricorrono a una grande varietà di metri, mescolando sovente giambi e dattili.

## Le tragedie sopravvissute
Della grande produzione tragica dell'Atene democratica ci sono rimaste solamente alcune tragedie di tre soli autori: Eschilo, Sofocle ed Euripide.

### Eschilo

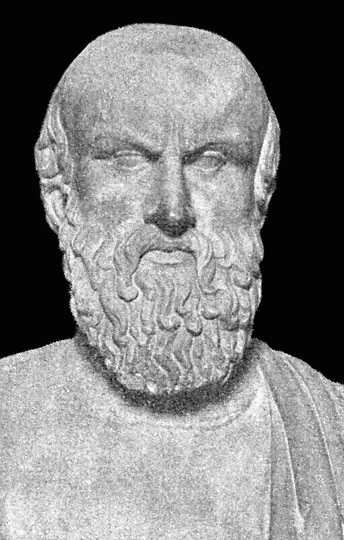
Eschilo

Di Eschilo sono noti i titoli di 79 opere (su circa una novantina di opere), fra tragedie e drammi satireschi; di questi ne sopravvivono 7, fra cui l'unica trilogia completa pervenutaci dall'antichità, l'Orestea, e alcuni frammenti papiracei:
- I Persiani (Πέρσαι / Pérsai) del 472 a.C.;
- I sette contro Tebe (Ἑπτὰ ἐπὶ Θήβας / Heptà epì Thébas) del 467 a.C.;
- Le supplici (Ἱκέτιδες / Hikétides) probabilmente del 463 a.C.;
- la trilogia Orestea (Ὀρέστεια / Orésteia) del 458 a.C., costituita da:
  - Agamennone (Ἀγαμέμνων / Agamémnon);
  - Le Coefore (Χοηφόροι / Choefóroi);
  -  Le Eumenidi (Εὐμενίδες / Eumenídes);
- Prometeo incatenato (Προμηθεὺς δεσμώτης / Prometheús desmótes) di data incerta, ritenuta spuria da alcuni studiosi.

### Sofocle

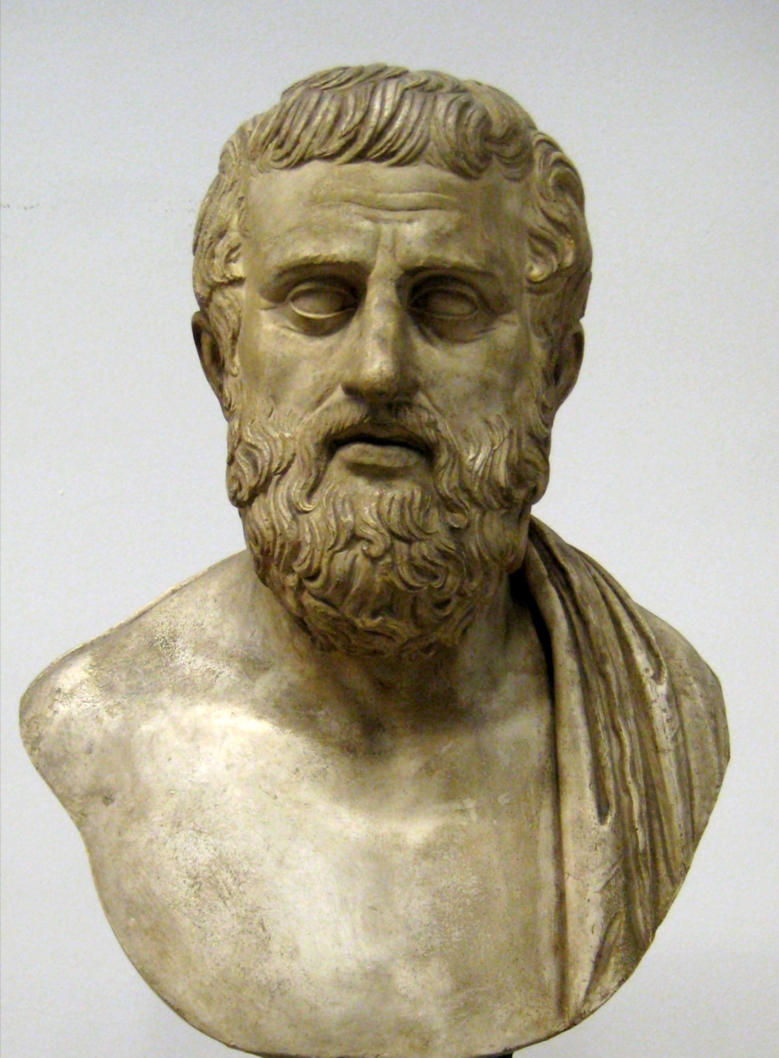
Sofocle

Secondo Aristofane di Bisanzio, Sofocle compose 130 drammi, di cui 17 spuri; il lessico Suda ne annoverava 123. Di tutta la produzione sofoclea, sono pervenute integre 7 tragedie:
- Aiace (Αἴας / Aias) intorno al 445 a.C.;
- Antigone (Ἀντιγόνη / Antigóne) del 442 a.C.;
- Le Trachinie (Tραχίνιαι / Trachíniai);
- Edipo re (Οἰδίπoυς τύραννoς / Oidípous Týrannos) circa 430 a.C.;
- Elettra (Ἠλέκτρα / Heléktra);
- Filottete (Φιλοκτήτης / Philoktétes) del 409 a.C.;
- Edipo a Colono (Oἰδίπoυς ἐπὶ Κολωνῷ / Oidípous epì Kolonò) del 406 a.C.

Inoltre, nel XX secolo un ritrovamento papiraceo ha restituito circa tre quarti di un dramma satiresco di datazione ignota, Ἰχνευταί, I cercatori di tracce (o I segugi).

### Euripide

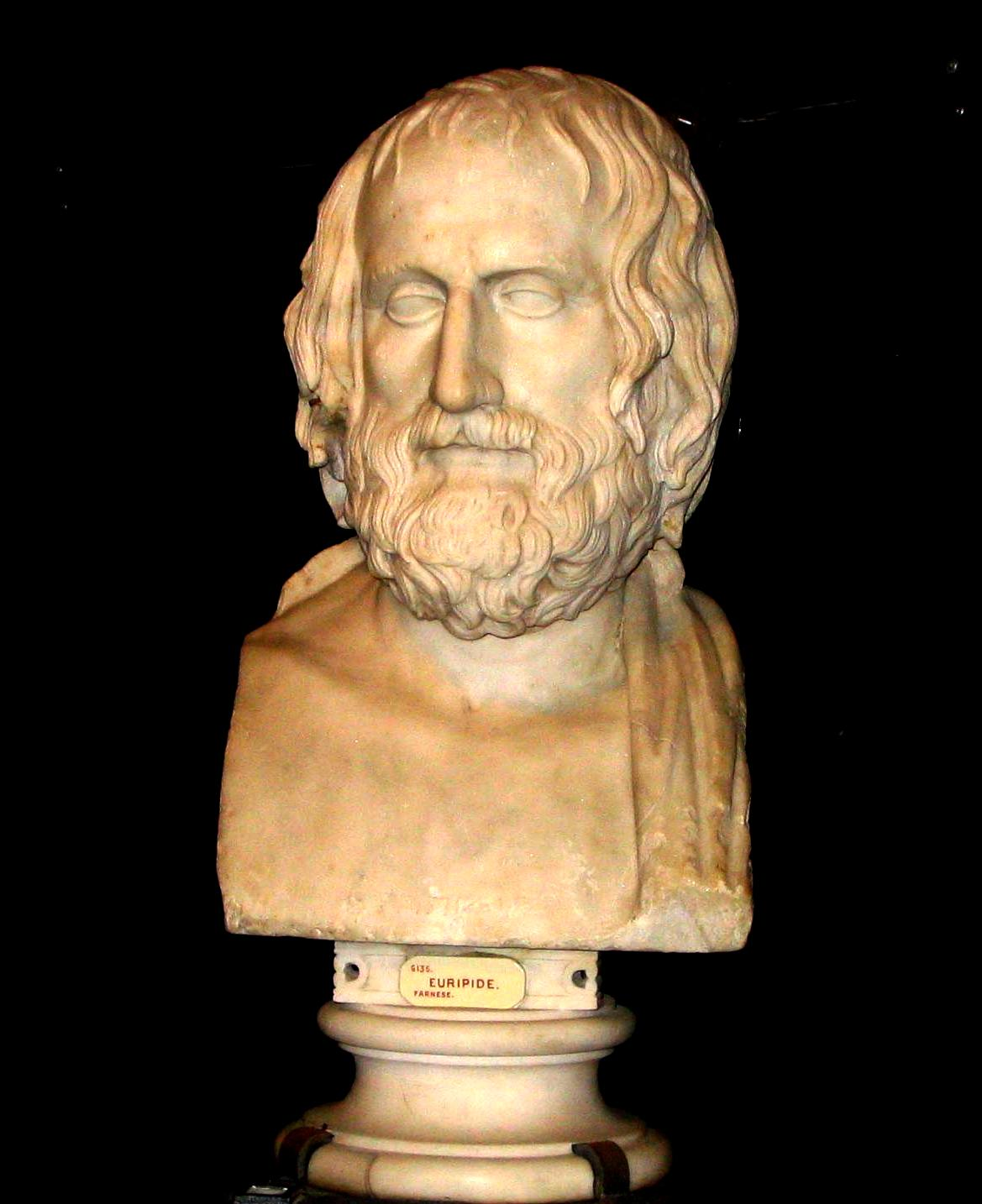
Euripide

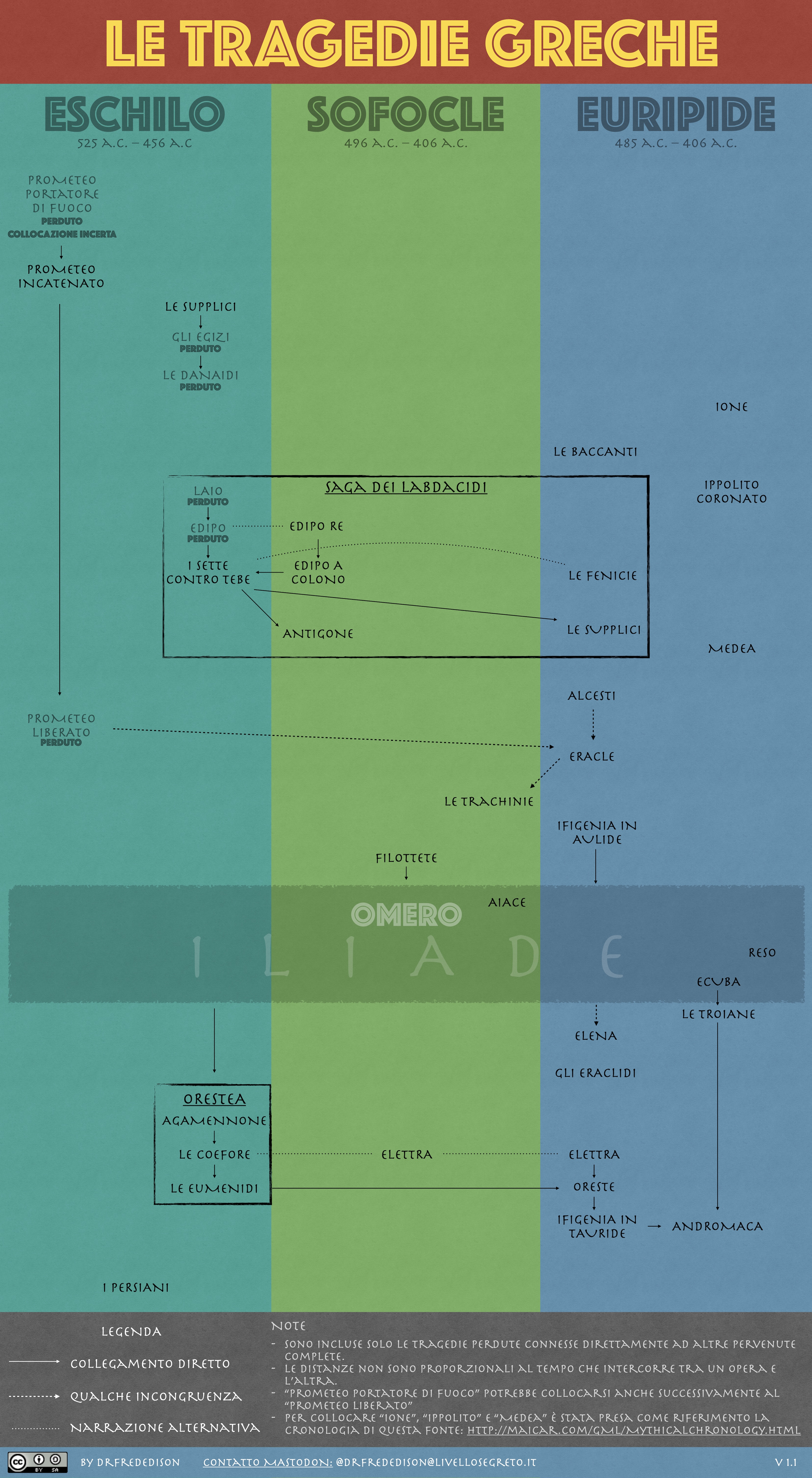
Cronologia degli eventi delle tragedie greche

Di Euripide si conoscono novantadue drammi; sopravvivono diciotto tragedie (di cui una, il Reso, è generalmente considerata spuria) e un dramma satiresco, Il ciclope.
I drammi superstiti sono:
- Alcesti (Ἄλκηστις / Álkestis) del 438 a.C.;
- Medea (Μήδεια / Médeia) del 431 a.C.;
- Ippolito (Ἱππόλυτος στεφανοφόρος / Ippólytos stephanophòros) del 428 a.C.;
- Gli Eraclidi (Ἡρακλεῖδαι / Heraklèidai);
- Le troiane (Τρώαδες / Tròades) del 415 a.C.;
- Andromaca (Ἀνδρομάχη / Andromáche);
- Ecuba (Ἑκάβη / Hekábe) del 423 a.C.;
- Supplici (Ἱκέτιδες / Hikétides), del 414 a.C.;
- Ione (Ἴων / Íon);
- Ifigenia in Tauride (Ἰφιγένεια ἡ ἐν Ταύροις / Iphighéneia he en Taúrois);
- Elettra (Ἠλέκτρα / Heléktra);
- Elena (Ἑλένη / Heléne) del 412 a.C.;
- Eracle (Ἡρακλῆς μαινόμενος / Heraklès mainómenos);
- Le fenicie ( Φοινίσσαι / Phoiníssai) del 410 a.C. circa;
- Oreste (Ὀρέστης / Orèstes) del 408 a.C.;
- Le Baccanti (Βάκχαι / Bákchai) del 406 a.C.;
- Ifigenia in Aulide (Ἰφιγένεια ἡ ἐν Αὐλίδι / Iphighéneia he en Aulídi) del 406 a.C., assai alterata e integrata dopo la morte di Euripide, forse perché incompiuta;
- Il ciclope (Κύκλωψ / Kýklops), che non è una tragedia ma un dramma satiresco;
- Reso (Ῥῆσος / Rèsos), generalmente ritenuta spuria, opera di un tragediografo del IV secolo a.C.

## L'organizzazione teatrale ad Atene

### Il teatro nella società
La tragedia antica non era solo uno spettacolo, come lo intendiamo oggi, ma piuttosto un rito collettivo della pòlis. Si svolgeva durante un periodo sacro e in uno spazio consacrato (al centro del teatro sorgeva l'altare del dio). Data la regolarità delle rappresentazioni e la grande partecipazione del pubblico, il teatro assunse la funzione di cassa di risonanza per le idee, i problemi e la vita politica e culturale dell'Atene democratica: la tragedia parla di un passato mitico, ma il mito diventa immediatamente metafora dei problemi profondi della società ateniese. Agli spettacoli la popolazione partecipava in massa e forse già nel V secolo a.C. erano ammessi anche donne, bambini e schiavi. La passione dei greci per le tragedie era travolgente: Atene, dicevano i detrattori, spendeva più per il teatro che non per la flotta. Quando il costo per gli spettacoli si fece sensibile fu istituito un contenuto prezzo d'ingresso, affiancato al cosiddetto Teorico, un fondo speciale per pagare il biglietto ai meno abbienti.

### Le Grandi Dionisie
Il teatro, per gli antichi greci, era competitivo: alcuni grandi autori si sfidavano per ottenere la vittoria. Ogni anno, nel mese di Elafebolione (la fine di marzo), ad Atene si svolgevano le Grandi Dionisie, una festa in onore di Dioniso all'interno delle quali si organizzavano le manifestazioni teatrali. Tale festa era organizzata dallo Stato e l'arconte eponimo, appena assunta la carica, provvedeva a scegliere tre dei cittadini più ricchi ai quali affidare la "coregia", ossia l'allestimento di uno spettacolo teatrale. Nell'Atene democratica in effetti i cittadini più abbienti erano tenuti a finanziare servizi pubblici come liturgia, ossia come tassa speciale. La coregia alle Dionisie aveva un costo che poteva arrivare alle 3.000 dracme, mentre quella alle Panatenee rappresentava lo stipendio annuale di un artigiano specializzato del V secolo a.C., pari a tre volte il reddito minimo necessario per servire come oplita.

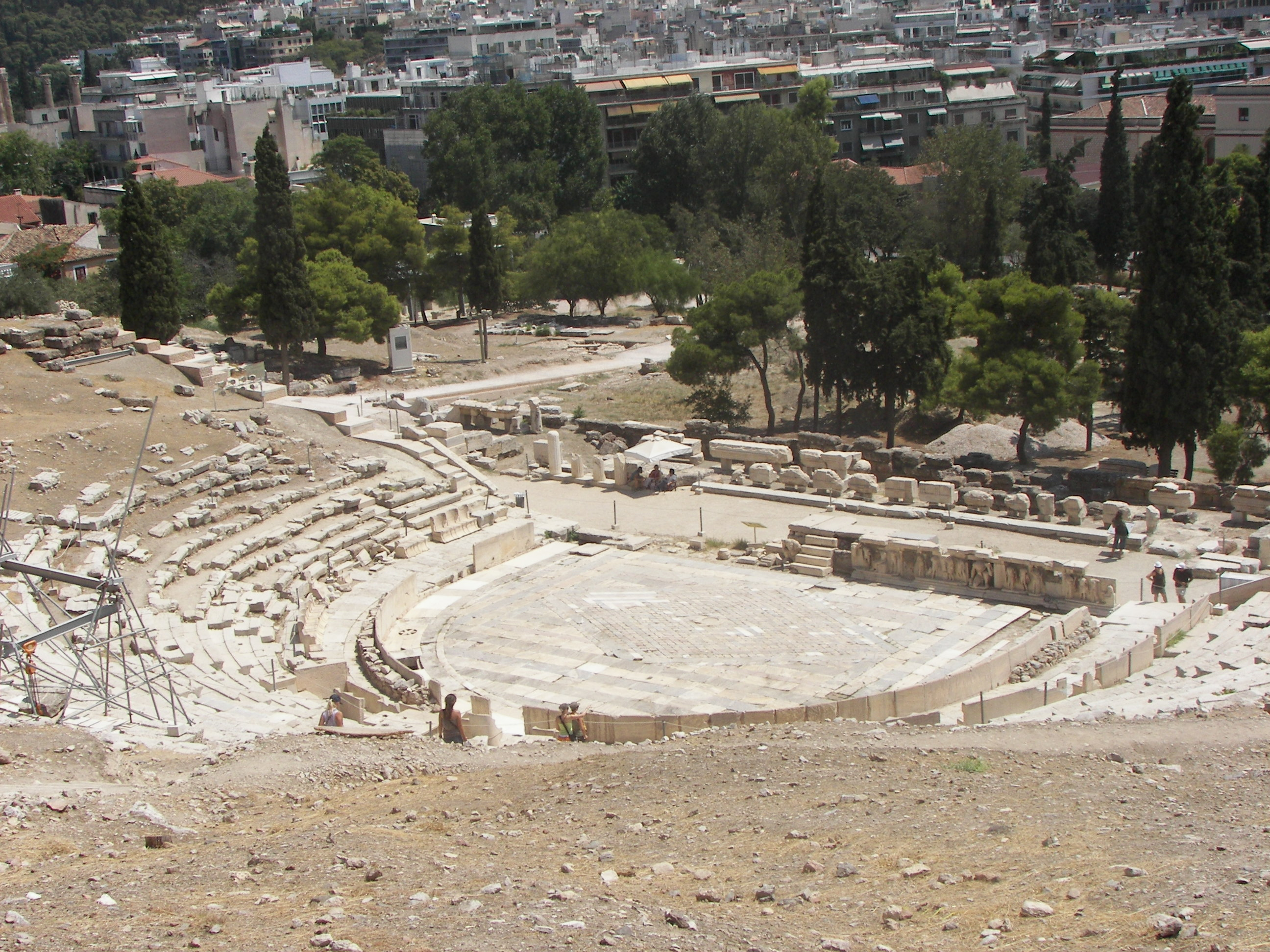
Il teatro di Dioniso ad Atene

Durante le Dionisie si svolgeva una gara fra tre autori, scelti dall'arconte eponimo forse sulla base di un copione provvisorio, ognuno dei quali doveva presentare una tetralogia composta di tre tragedie e un dramma satiresco; ogni tetralogia veniva recitata nello stesso giorno a partire dal mattino fino al pomeriggio inoltrato, così che le rappresentazioni tragiche duravano tre giorni, mentre il quarto giorno era dedicato alla messa in scena di cinque commedie, che costituivano una competizione separata, riservata alle opere comiche. Alla fine dei tre giorni di gara si attribuiva un premio al miglior autore, al miglior attore e al miglior coro. Il sistema utilizzato prevedeva che le giurie fossero composte da dieci persone (una per tribù) estratte a sorte tra gli spettatori. Al termine delle rappresentazioni, i giurati ponevano in un'urna una tavoletta con scritto il nome del vincitore prescelto. Infine venivano estratte a sorte cinque tavolette, e solo in base a quelle veniva proclamato il vincitore. In questo modo la classifica finale era influenzata non solo dalla scelta dei giurati, ma anche in parte dalla fortuna.
La fama che le Dionisie avevano raggiunto era tale che numerose persone provenivano anche da altre città per assistere alle rappresentazioni. Nel IV secolo a.C., ai tempi di Licurgo di Atene, il teatro di Dioniso, dove venivano messi in scena gli spettacoli, potesse ospitare tra i 14.000 e i 17.000 spettatori.

### Le Lenee
Un'altra festività nella quale venivano rappresentate opere tragiche era quella delle Lenee, che si tenevano nel mese di Gamelione (gennaio). Anche qui le rappresentazioni avvenivano al teatro di Dioniso, ma il pubblico era esclusivamente ateniese, dal momento che la navigazione era interdetta per tutta la stagione invernale a causa delle proibitive condizioni meteorologiche. Inizialmente alle Lenee si rappresentavano cinque commedie, poi, nel tardo V secolo, si cominciò a rappresentare anche tragedie: due autori presentavano due tragedie a testa.

### Le Dionisie rurali
Le Dionisie rurali erano feste che si svolgevano in inverno nei demi intorno ad Atene. Al loro interno, si facevano rappresentazioni teatrali di importanza minore. Recandosi nei vari demi, un appassionato poteva assistere a numerose rappresentazioni l'anno.

## Studi sulla tragedia: Aristotele e Nietzsche

### LaPoeticadi Aristotele

#### Mimesi e catarsi

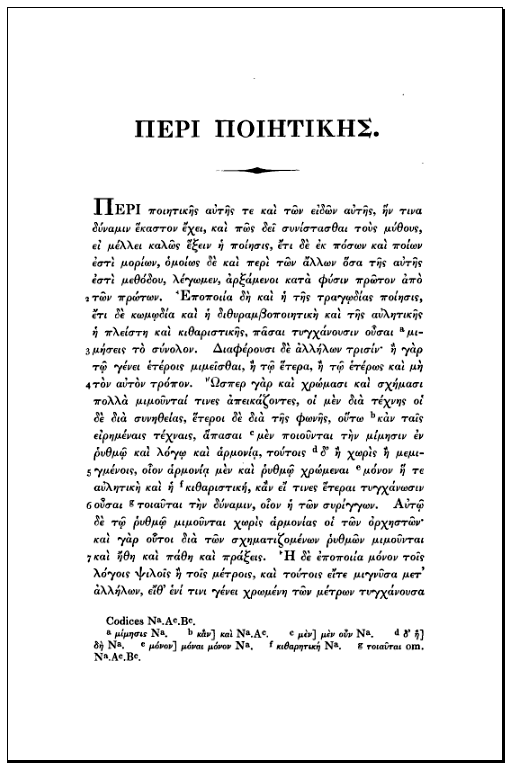
La Poetica di Aristotele

Come è già stato detto, il primo studio critico sulla tragedia è contenuto nella Poetica di Aristotele. In esso troviamo elementi fondamentali per la comprensione del teatro tragico, in primis i concetti di mimesi (μίμησις, dal verbo μιμεῖσθαι, imitare) e di catarsi (κάθαρσις, purificazione).
Scrive l'autore nella Poetica: "La tragedia è dunque imitazione di un'azione nobile e compiuta [...] la quale per mezzo della pietà e della paura provoca la purificazione da queste passioni".
In altre parole, gli eventi terribili che si susseguono sulla scena fanno sì che lo spettatore si immedesimi negli impulsi che li generano, da una parte empatizzando con l'eroe tragico attraverso le sue emozioni (pathos), dall'altra condannandone la malvagità o il vizio attraverso la hýbris (ὕβρις - Lett. "superbia" o "prevaricazione", es. l'agire contro le leggi divine, che porta il personaggio a compiere il crimine). La nemesis finale rappresenta la "retribuzione" per i misfatti, punizione che fa nascere nell'individuo proprio quei sentimenti di pietà e di terrore che permettono all'animo di purificarsi da tali passioni negative che ogni uomo possiede. La catarsi finale, per Aristotele rappresenta la presa di coscienza dello spettatore, che pur comprendendo i personaggi, raggiunge questa finale consapevolezza distaccandosi dalle loro passioni per raggiungere un livello superiore di saggezza. Il vizio o la debolezza del personaggio portano necessariamente alla sua caduta in quanto predestinata (il concatenamento delle azioni sembra in qualche modo essere favorito dagli dèi). La caduta dell'eroe tragico è necessaria, perché da un lato possiamo ammirarne la grandezza (si tratta quasi sempre di persone illustri e potenti) e dall'altra possiamo noi stessi trarre profitto dalla storia. Per citare le parole di un grande grecista, la tragedia «è una simulazione», nel senso utilizzato in campo scientifico, quasi un esperimento da laboratorio:
(Jean-Pierre Vernant)
Diversa fu però la posizione anticlassicista, frutto della polemica romantica contro la poetica aristotelica che veniva considerata priva di sentimento e distante dai tempi moderni: succede allora che l'elemento di pathos sia esaltato talvolta eccessivamente e che il personaggio tragico appaia come vittima di una sorte ingiusta: l'elemento psicologico tende a giustificare il cattivo, malvagio perché solo e incompreso dalla società e ad esaltarne le qualità prometeiche ed eroiche. L'eroe tragico tende da questo punto ad avvicinarsi sempre di più alle classi sociali medio-basse e quindi ad assumere il tono della denuncia politica.

#### Le tre unità
La famosa questione delle cosiddette tre unità aristoteliche, di tempo, di luogo e d'azione ha oggigiorno interesse puramente storico. Aristotele aveva affermato che la favola deve essere compiuta e perfetta, deve in altre parole avere unità, ossia un inizio, uno svolgimento e una fine. Il filosofo aveva anche asserito che l'azione dell'epopea e quella della tragedia differiscono nella lunghezza "perché la tragedia fa tutto il possibile per svolgersi in un giro di sole o poco più, mentre l'epopea è illimitata nel tempo".
A partire da queste considerazioni, verso il XVI secolo vennero quindi elaborate le tre unità: di tempo (la vicenda si svolge in un giorno), di azione (deve esserci un solo tema portante) e di luogo (l'ambientazione deve essere una sola per tutta l'opera). Tali unità sono state considerate elementi fondamentali del teatro fino ad un paio di secoli fa, benché le stesse tragedie greche non sempre le rispettino. In ogni caso, l'uso delle unità è sempre stato alquanto discontinuo, infatti autori del calibro di Shakespeare, Calderón de la Barca e Molière non ne fanno assolutamente uso. Come data convenzionale della fine dell'utilizzo delle tre unità può essere preso il 1822, anno in cui Alessandro Manzoni pubblica la sua Lettre à monsieur Chauvet sur l'unité de temps et de lieu dans la tragédie.

### La nascita della tragediadi Nietzsche
Fu Friedrich Nietzsche alla fine del XIX secolo a mettere in evidenza il contrasto tra due elementi principali: quello dionisiaco (la passione che travolge il personaggio) e quello apollineo (la saggezza e la giustizia, l'elemento razionale simboleggiato dal Dio Apollo).

Nella cultura greca antica, afferma Nietzsche, «esiste un contrasto, enorme per l'origine e i fini, fra l'arte plastica, cioè l'apollinea, e l'arte non plastica della musica, cioè la dionisiaca». 
(La nascita della tragedia)

### Esplicative
1. ↑  «In Grecia la Tragedia era una cerimonia religiosa, nel senso che faceva parte delle feste di Dioniso, e trattava grandi problemi religiosi. [...] La tragedia dei tre grandi poeti [Eschilo, Sofocle ed Euripide] e dei loro contemporanei era sempre religiosa, nel senso che l'interesse non andava soltanto all'azione come serie appassionante di eventi, né semplicemente allo studio di personaggi straordinari (sebbene entrambi questi motivi fossero importanti), bensì al significato dell'azione in quanto essa esemplificava il rapporto dell'uomo con le potenze che dominano l'universo e il rapporto di queste potenze con il suo destino». In  Arthur Wallace Pickard-Cambridge e Donald William Lucas, Dizionario di antichità classiche, Cinisello Balsamo, Edizioni San Paolo, 1995,  pp. 2123-2124.
2. ↑  «Per lo più i cori erano composti di satiri, che chiamavano capri». In Etymologicum Magnum (764, 6).
3. ↑  Jane Ellen Harrison ha sottolineato come Dioniso, dio del vino (bevanda dei ceti agiati) fosse in realtà preceduto dal Dioniso dio della birra (bevanda dei ceti popolari). La birra ateniese era ottenuta dalla fermentazione del farro, trágos in greco. Così è probabile che il termine originariamente abbia significato "odi al farro", e solo in seguito sia stato esteso ad altri significati omonimi. In  Jane Ellen Harrison, Prolegomena to the Study of Greek Religion, Cambridge University Press, 1903,  cap. VIII.
4. ↑  Secondo Plutarco, tale vittoria, ottenuta in modo insolito (senza il consueto sorteggio degli arbitri), provocò il volontario esilio di Eschilo in Sicilia. Ciò però è improbabile, poiché tale esilio avvenne in realtà circa 10 anni dopo.
5. ↑  Per una trattazione estesa del concetto di colpa e responsabilità nella Grecia antica, vedi  Eva Cantarella, "Sopporta, cuore..." La scelta di Ulisse, Bari, Laterza, 2010, ISBN 978-88-420-9244-5.
6. ↑  Il coro aveva comunque la possibilità, come già accennato, di inserirsi nei dialoghi degli attori tramite il corifeo.
7. ↑  Per uno studio metrico dettagliato, vedi (FR) Philippe Brunet, La naissance de la littérature dans la Grèce ancienne, Paris, Le Livre de Poche, 1997,  pp. 140-146.
8. ↑  Alcuni studiosi fanno coincidere le due fonti ipotizzando un errore di Aristofane, che così avrebbe voluto dire 7 anziché 17; cfr. Rossi e Nicolai, p. 93.
9. ↑  La costruzione dei teatri necessitava di una certa ampiezza per contenere tutti i liberi cittadini di Atene e non solo. In  Paolo Emiliani Giudici, Storia del teatro in Italia, I, Torino, Guigoni, 1860,  p. 18, SBN UBO1811386.
10. ↑  Abbiamo la certezza che le donne fossero ammesse a teatro nel IV secolo a.C., ma per il V secolo si tratta solo di un'ipotesi.
11. ↑  Durante la guerra del Peloponneso, forse per motivi economici, le commedie furono ridotte a tre, da rappresentarsi una al giorno alla fine delle tetralogie
12. ↑  Per un approfondimento sulla catarsi nella tragedia, vedi  Nicola Festa, Sulle più recenti interpretazioni della teoria aristotelica della catarsi nel dramma, Firenze, A. Marini e C. editori, 1901, SBN RMS0069372.
13. ↑  Per un approfondimento del trattamento della tragedia nell'opera aristotelica, vedi  Elizabeth S. Belfiore, Il piacere del tragico. Aristotele e la poetica, Roma, Jouvence, 2003, SBN LO10801934.
14. ↑  Solo a titolo di esempio, la tragedia Le Eumenidi di Eschilo infrange due unità su tre (tempo e luogo).

### Bibliografiche
1. 1 2   Mario Untersteiner, Le origini della tragedia e del tragico: dalla preistoria a Eschilo, Milano, Cisalpino, 1984, ISBN 88-205-0488-X.
2. ↑  Orazio, Epistulae, II, 3, 220: "Carmine qui tragico vilem certavit ob hircum"
3. ↑   Silvio D'Amico, Grecia e Roma, Medioevo, vol. I, Milano, Garzanti, 1968,  p. 16, SBN NAP0106518.
4. 1 2  (EN) Louis H. Gray, On the Etymology of Τραγῳδία, in The Classical Quarterly, vol. 6, n. 1, Cambridge University Press, gennaio 1912,  pp. 60-63.
5. ↑  (EN) John. J. Winkler, The Ephebes' Song: Tragôidia and Polis, n. 11, University of California Press, estate 1985,  pp. 46-49.
6. ↑  Perrotta, p. 42.
7. 1 2  Rossi e Nicolai, p. 11.
8. ↑  Rossi e Nicolai, pp. 11-12.
9. ↑   Tragedia, in Treccani.it – Enciclopedie on line, Roma, Istituto dell'Enciclopedia Italiana.
10. ↑  Per un inquadramento generale delle varie ipotesi sulle origini della tragedia, cfr. A. W. Pickard-Cambridge, Dithyramb, Tragedy and Comedy, Clarendon Press, Oxford 1927.
11. ↑  (DE) Walter Burkert, Wilder Ursprung, Berlino, Wagenbach, 1990.
12. ↑   Walter Friedrich Otto, Dioniso. Mito e culto, Genova, Il melangolo, 2002, ISBN 88-7018-335-1.
13. ↑   Karl Kerényi, Dioniso: archetipo della vita indistruttibile, Milano, Adelphi, 1992, ISBN 88-459-0929-8.
14. ↑  (GRC) Aristotele, Poetica,  4.
15. ↑  (EN) Frank Byron Jevons, A history of greek literature: from the earliest period to the death of Demosthenes, New York, C. Scribner's sons, 1886,  p. 190.
16. ↑   Fabrizio Festa, Silvia Mei, Sara Piagno e Ciro Polizzi, Musica: usi e costumi, Bologna, Pendragon, 2008,  p. 58, ISBN 88-8342-616-9.
17. ↑   Luigi Enrico Rossi, Il dramma satiresco attico: forma, fortuna e funzione di un genere letterario antico, in Dialoghi di archeologia, n. 2-3, 1972,  pp. 248-302.
18. 1 2 3 4   Silvana Sinisi e Isabella Innamorati, Storia del teatro. Lo spazio scenico dai greci alle avanguardie storiche, Milano, Mondadori, 2003,  p. 3, ISBN 978-88-424-9807-0.
19. ↑   Pratina, in Treccani.it – Enciclopedie on line, Roma, Istituto dell'Enciclopedia Italiana.
20. ↑   Mario Casertano e Gianfranco Nuzzo, Storia e testi della letteratura greca, vol. 2.1, Palermo, Palumbo, 2003,  p. 36, ISBN 978-88-8020-494-7.
21. ↑  (GRC) Plutarco, Temistocle,  V, 5.
22. 1 2  (GRC) Aristotele, Poetica,  1449a.
23. ↑   Eschilo, su italica.rai.it (archiviato dall'url originale il 12 maggio 2006).
24. ↑  Perrotta, pp. 137-140.
25. ↑  Guidorizzi, pp. 151-153.
26. 1 2 3  (EN) Anne Norris Michelini, Euripides and the Tragic Tradition, University of Wisconsin Press, 2006, ISBN 0-299-10764-7.
27. ↑  Guidorizzi, pp. 166-169.
28. ↑  Guidorizzi, p. 193.
29. ↑   The Oxford Classical Dictionary, London, Oxford University Press, 1949.
30. ↑   Augusto Rostagni, Plèiade, in Enciclopedia Italiana, Roma, Istituto dell'Enciclopedia Italiana, 1935.
31. ↑   Gauthier Liberman, Lycophron, Alexandra. Collection des universités de France Série grecque, su ccat.sas.upenn.edu. URL consultato il 3 febbraio 2021 (archiviato il 3 febbraio 2021).
32. ↑   Massimo Di Marco, La tragedia greca: forma, gioco scenico, tecniche drammatiche, Roma, Carocci, 2000, ISBN 978-88-430-1703-4.
33. ↑  (GRC) Aristotele, Poetica,  1452a-b.
34. ↑  (EN) Naomi A. Weiss, Recognition and identity in Euripides's Ion, in Teresa G. Russo (a cura di), Recognition and Modes of Knowledge: Anagnorisis from Antiquity to Contemporary Theory, Alberta (CA), The University of Alberta Press, 2013,  pp. 33-49.
35. ↑  (EN) Pericles, in The Oxford Classical Dictionary, London, Oxford University Press, 1996.
36. ↑  (GRC) Aristotele, Poetica,  1452b.
37. ↑   Claudio Bernardi e Carlo Susa (a cura di), Storia essenziale del teatro, Milano, Vita e Pensiero, 2005, ISBN 88-343-0761-5.
38. ↑  Di Benedetto e Medda, pp. 208-211.
39. ↑  (EN) Harold Caparne Baldry, The Greek Tragic Theatre, Cambridge University Press, 1951.
40. ↑   Attori, in Treccani.it – Enciclopedie on line, Roma, Istituto dell'Enciclopedia Italiana.
41. 1 2  Di Benedetto e Medda, pp. 133-136.
42. ↑  (GRC) Aristotele, Poetica,  1456a.
43. ↑  Contrario all'esistenza del palco, vedi Di Benedetto e Medda, p. 11. Favorevole, vedi  Bernhard Zimmermann, La commedia greca: dalle origini all'età ellenistica, a cura di Sotera Fornaro, Roma, Carocci, 2010, ISBN 978-88-430-5406-0.
44. ↑   Carlo Fatuzzo, La musica nella tragedia greca, su mondogreco.net. URL consultato il 4 febbraio 2021 (archiviato il 21 settembre 2017).
45. ↑  Di Benedetto e Medda, pp. 10-12, p. 238.
46. ↑  (FR) Jacqueline de Romilly, La Tragédie grecque, PUF, 2006, ISBN 978-2-13-063038-8.
47. ↑  Di Benedetto e Medda, p. 250.
48. ↑  Secondo il lessico bizantino Suda, Eschilo compose novanta drammi; cfr. Privitera e Pretagostini, p. 218.
49. ↑  Rossi e Nicolai, pp. 27-28.
50. ↑  Privitera e Pretagostini, p. 276.
51. ↑  Rossi e Nicolai, p. 184.
52. ↑   Plutarco, Vita di Pericle, in Vite parallele,  9.1.
53. ↑  (EN) Matthew R. Christ, Liturgy Avoidance and antidosis in Classical Athens, in Transactions of the American Philological Association, vol. 120, 1990,  p. 148.
54. ↑  (EN) J. K. Davies, Demosthenes on Liturgies: A Note, in The Journal of Hellenic Studies, vol. 87, 1967,  p. 9.
55. ↑   Nazzareno Luigi Todarello, Le arti della scena: lo spettacolo teatrale in occidente da Eschilo al trionfo dell'opera, Novi Ligure, Latorre, 2006,  p. 26, ISBN 88-903202-0-6.
56. ↑  (EN) Arthur Wallace Pickard-Cambridge, The Dramatic Festivals of Athens, Oxford, 1988,  p. 263.
57. ↑  (EN) Peter Wilson, The Athenian Institution of the Khoregia: The Chorus, the City and the Stage, Cambridge University Press, 2003,  p. 28.
58. ↑   Vincenzo Di Benedetto e Enrico Medda, Il teatro antico, in La storia del teatro, Torino, Einaudi, 1991,  p. 7.
59. ↑   Michele Alessandrelli, Catarsi tragica (PDF), in Chaos e Kosmos, IX, 2008.
60. ↑  (GRC) Aristotele, Poetica,  49b, 6, 24-28.
61. ↑  Vernant e Vidal-Naquet. Vedasi anche  Enciclopedia multimediale delle scienze filosofiche, su emsf.rai.it (archiviato dall'url originale il 10 ottobre 2006)..
62. ↑  (GRC) Aristotele, Poetica,  V, 3.
63. ↑   Shelley O'Hara e Piergiorgio Sensi, Nietzsche alla portata di tutti: un primo passo per comprendere Nietzsche, 1ª ed., Armando Editore, 2007,  p. 52, ISBN 88-6081-152-X. URL consultato il 27 gennaio 2021.
64. ↑   Giovanni Scattone, Introduzione alla filosofia contemporanea. Da Kant a Derrida, Trento, UNI Service, 2007, ISBN 88-6178-002-4.
65. ↑   Friedrich Nietzsche, Opere scelte, a cura di L. Scalero, Milano, Longanesi, 1962,  pp. 85 e 173. Vedasi anche  Enciclopedia multimediale delle scienze filosofiche, su emsf.rai.it (archiviato dall'url originale il 10 ottobre 2006).

### Fonti
- Vincenzo Di Benedetto e Enrico Medda, La tragedia sulla scena, Einaudi, 2002, ISBN 978-88-06-16379-2.
- Giulio Guidorizzi, Letteratura greca, da Omero al secolo VI d.C., Milano, Mondadori, 2002, ISBN 978-88-88242-10-1.
- Gennaro Perrotta, Storia della letteratura greca. Volume secondo - L'età attica, Milano-Messina, Principato, 1942, SBN UBO1238067.
- Giuseppe Aurelio Privitera e Roberto Pretagostini, Storia e forme della letteratura greca. Età arcaica ed età classica, Milano, Einaudi scuola, 1997, ISBN 88-286-0352-6.
- Luigi Enrico Rossi e Roberto Nicolai, Corso integrato di letteratura greca. L'età classica, Grassina (Bagno a Ripoli), Le Monnier, 2006, ISBN 978-88-00-20328-9.
- Jean-Pierre Vernant e Pierre Vidal-Naquet, Mito e tragedia nell'antica Grecia. La tragedia come fenomeno sociale estetico e psicologico, Torino, Einaudi, 1976, ISBN 88-06-14092-2.

### Approfondimenti
- Umberto Albini, Nel nome di Dioniso. Il grande teatro classico rivisitato con occhio contemporaneo, Milano, Garzanti, 1999, ISBN 978-88-11-67420-7.
- Harold Caparne Baldry, I greci a teatro: spettacolo e forme della tragedia, Bari, Laterza, 1975, SBN TO00556478.
- Charles Rowan Beye, La tragedia greca. Guida storica e critica, Bari, Laterza, 1976, ISBN 88-420-3206-9.
- Silvio D'Amico, Storia del teatro drammatico, Milano, Garzanti, 1960, SBN MIL0494537.
- Dario Del Corno, I narcisi di Colono. Drammaturgia del mito nella tragedia greca, Milano, Cortina, 1998, ISBN 88-7078-485-1.
- Dario Del Corno, Letteratura greca, dall'età arcaica alla letteratura cristiana, Messina-Firenze, Principato, 1995, ISBN 88-416-2749-2.
- Moreno Morani e Giulia Regoliosi, Cultura classica e ricerca del divino. Di fronte alla tragedia greca, Rimini, Il Cerchio, 2002, SBN PAR0619506.
- Friedrich Nietzsche, La nascita della tragedia, Milano, Adelphi, 2009, ISBN 978-88-459-0199-7.
- Max Pohlenz, La tragedia greca, Brescia, Paideia, 1979, ISBN 88-394-0017-6.
- Tragedia, in Enciclopedia Europea, vol. XI, Milano, Garzanti, 1984,  p. 399.
- Gherardo Ugolini, Sofocle e Atene. Vita politica e attività teatrale nella Grecia classica, Roma, Carocci, 2000, SBN VIA0080523.
- Jean-Pierre Vernant e Pierre Vidal-Naquet, Mito e tragedia due. Da Edipo a Dioniso, Torino, Einaudi, 1991, ISBN 88-06-15857-0.